# ريتا ويب
ريتا ويب (بالإنجليزية: Rita Webb)‏ هي ممثلة بريطانية (وحملت سابقاً جنسية المملكة المتحدة لبريطانيا العظمى وأيرلندا)، ولدت في 25 فبراير 1904 في المملكة المتحدة، وتوفيت بنفس المكان في 30 أغسطس 1981.

## وصلات خارجية
- ريتا ويب على موقع IMDb (الإنجليزية)
- ريتا ويب على موقع قاعدة بيانات الفيلم (الإنجليزية)